# Кибец, Иван Михайлович
Иван Михайлович Кибец (укр. Іван Михайлович Кібець; (10 октября 1910 — 15 сентября 1984) —  учитель, писатель, этнограф, краевед, художник, народный умелец.

## Биография
Иван Михайлович Кибец родился 10 октября 1910 года в селе Котовка на Днепропетровщине.
Работал киномехаником, писал первые стихи о живописном Приорелье, учился. По окончании педагогических курсов работал учителем на Волыни, был селькором, печатался в прессе. Некоторое время учился в Киевском художественном институте. С 1930 по 1934 год — на педагогической работе. Поступил в Запорожский педагогический института, который закончил незадолго до войны.
С первых дней Второй мировой войны и до Победы был на фронте. «Академию кончал на фронтах» — так назывался очерк об Иване Кибце, написанный Иваном Рудасом. Награжден орденами «Красная Звезда», «Отечественной Войны II степени», медалью «За отвагу» и другими медалями, два ранения.
Художественные изделия мастера хранятся в частных коллекциях и ряде[где?] музеев.[значимость факта?]
Поэт-академик М. Рыльский говорил нём: «Иван Кибец по-пришвински чувствует и живописует природу родного края».
Вышли в свет книги Ивана Кибца «Гнездо ремеза» и «Лесные друзья». Подготовлены к изданию роман «За тебя, земля!», повесть «Овраги», избранное поезий «Ромашки над окопом», рассказ для детей «Чья речка Орель?», зборник песен «Орелиана», поэтическая книга  «Букварик-хлебодарик».[значимость факта?]

## Память
В родном селе есть памятная комната-музей земляка, где находятся его картины, газетные и журнальные публикации, фольклорные записи, художественная резьба, созданные им на протяжении всего творческого пути (ушел из жизни И. М. Кибец в 1984 году); хранятся письма и открытки к автору из глубинки от О. Гончара, Б. Олейника, Н. Рудя, Н. Лукива, П. Усенко, А. Зайвого, Л. Голоты, П. Шаповала, В. Речмедина, В. Буряка, В. Коржа, Б. Карапиша, Н. Чхана, И. Пуппо, М. Селезньова, О. Левади, Г. Маловика, М. Кашель, Г. Прокопенка, И. Иова.
И. М. Кибец — автор историко-экономического очерка о Приорельи, который вошел в многотомное издание «История городов и сел Украины».,  Редакционная коллегия этого фундаментального издания удостоена Государственной премии Украины имени Т. Г. Шевченко.[значимость факта?]
В родной школе И. М. Кибца проводятся ежегодные литературные чтения памяти поэта-земляка.
Участники Международного Шевченковского праздника «В семье вольной, новой» посетили комнату-музей народного умельца, учителя и поэта (2008 г.). Продолжает работать комиссия по творческому наследию Ивана Кибца, продолжается пополнение музейной экспозиции.[значимость факта?]